# Хальсдорф
Хальсдорф (нем. Halsdorf) — община в Германии, в земле Рейнланд-Пфальц.
Входит в состав района Айфель-Битбург-Прюм. Подчиняется управлению Битбург-Ланд. Население составляет 94 человека (на 31 декабря 2010 года). Занимает площадь 3,21 км².

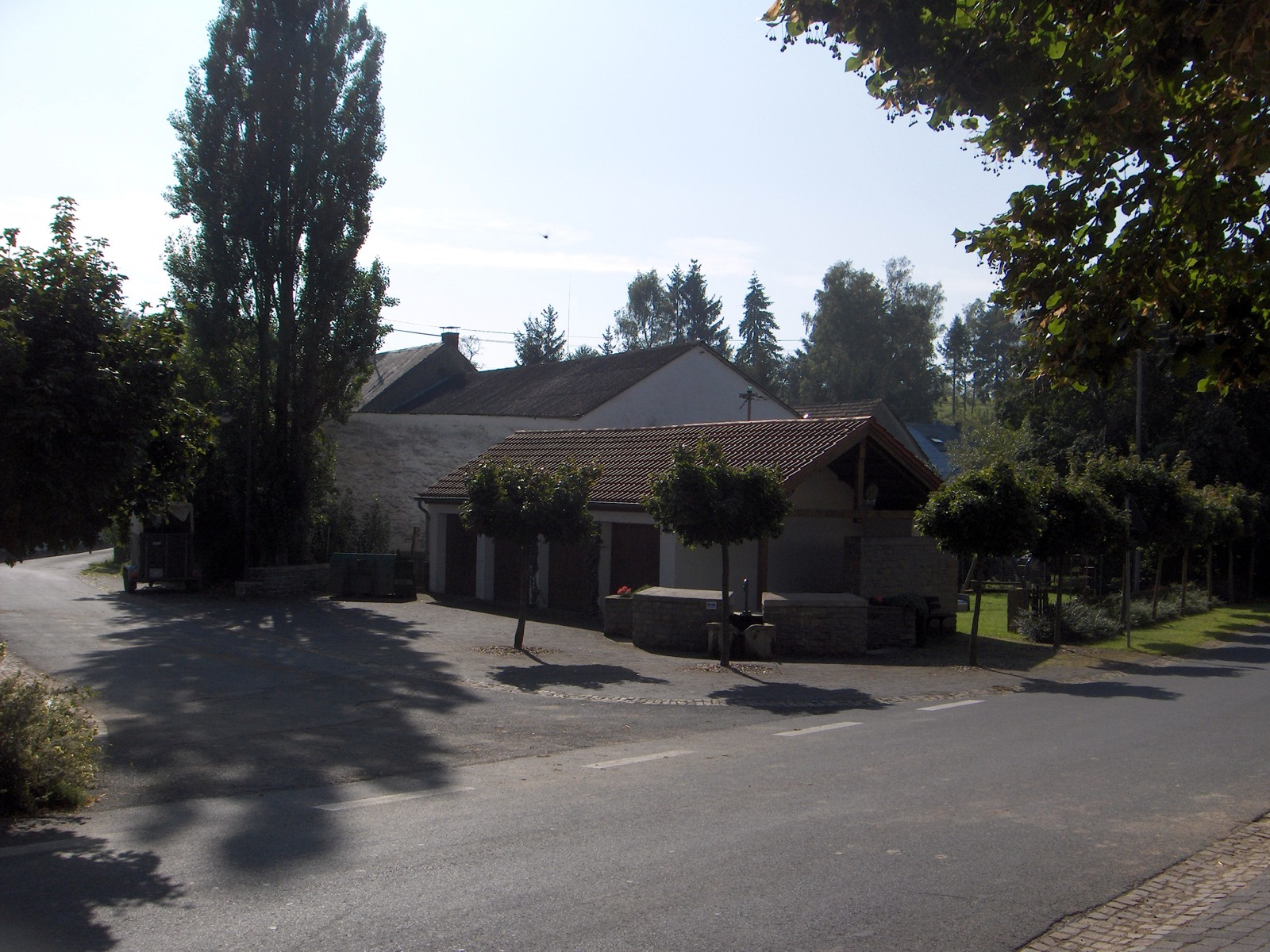
Хальсдорф, сентябрь 2007